# Anna Knochenhauer
Anna Kristina Knochenhauer, född 20 september 1974 i Råsunda församling, är en svensk filmproducent.
Hon har två barn med spelutvecklaren Linus Feldt, en dotter (född 2006) och en son (född 2008).

## Filmografi
Assisterande platschef
- 1998 – Pip-Larssons (TV-serie)

Biträdande producent
- 2004 – Ett hål i mitt hjärta
- 2004 – Masjävlar
- 2005 – Zozo

Medproducent
- 2004 – Ring kåta Clarissa

Efterarbetsansvarig
- 2002 – Malcolm

Producent
- 2001 – Pappa & Burken till fisken
- 2003 – Att döda ett barn
- 2004 – Första intrycket
- 2006 – Kanin
- 2014 – Unga Sophie Bell

Producentassistent
- 2000 – Tillsammans
- 2000 – Den bästa sommaren
- 2000 – Hundhotellet – En mystisk historia
- 2000 – Prop & Berta
- 2001 – Leva livet
- 2002 – Lilja 4-ever
- 2003 – Kopps
- 2005 – Krama mig

Produktionskoordinator
- 2000 – Jalla! Jalla!

Roller
- 2001 – Blå måndag, bankkollegan

Samordnande producent
- 2000 – Ensam, tvåsam, tveksam

Scripta
- 2000 – Jalla! Jalla!
- 2002 – Watching

Tack till
- 2004 – Fragile